# 和歌山水力電気
和歌山水力電気株式会社（わかやますいりょくでんき かぶしきがいしゃ）は、明治後期から大正にかけて和歌山県和歌山市に存在した日本の電力会社である。
1905年（明治38年）に設立。1897年（明治30年）に開業した県内最初の電気事業者和歌山電灯株式会社（和歌山電燈、わかやまでんとう）から事業を引き継ぎ和歌山市を中心として電気供給事業を経営したほか、1909年（明治42年）より路面電車も兼営した。
1922年（大正11年）に大阪府の電鉄会社京阪電気鉄道に合併され解散した。和歌山水力電気の事業のうち、発電所や供給区域はその後の再編を経て関西電力へと継承。一方は軌道線は南海電鉄に渡り和歌山軌道線となったが1971年（昭和46年）に全廃されており現存しない。

## 沿革

### 前身・和歌山電灯
1888年（明治21年）、神戸市に神戸電灯が開業し、関西地方においても電気事業の歴史が始まった。和歌山県内においては1890年（明治23年）9月に、和歌山紡績（後の和歌山紡織で大和紡績の前身）が大阪電灯（大阪市・1889年開業）から借用した発電機をもって夜間作業の照明として工場に電灯を取り付けたのが、県内電灯利用の端緒となった。ただし一般家庭に対する電気事業の起業はやや後のことであった。
和歌山市内においては、垂井清右衛門らにより1894年（明治27年）ごろから電気事業の起業が企画されるようになった。そして2年後の1896年（明治29年）3月の設立許可を経て同年5月「和歌山電灯（電燈）株式会社」の創業総会開催に至る。こうして設立された和歌山電灯の資本金は5万2500円。社長には市内の質商垂井清右衛門が就任し、取締役・監査役にも市内の有力商人4名が就いた。
開業は設立翌年の1897年（明治30年）6月29日であった。電源は石炭火力発電を採用しており、和歌山市畑屋敷松ヶ枝町の本社敷地内に発電所を設置。アメリカのゼネラル・エレクトリック (GE) から輸入した60キロワット交流発電機2台を据え付け、発電所から市内へと配電した。同時期に開業した大阪府堺市の堺電灯、奈良県奈良市の奈良電灯に比べて需要は堅調であり、電灯数は順調に伸びて1899年（明治32年）に1,000灯を超え、1903年（明治36年）には3,000灯に達した。

### 和歌山水力電気の設立

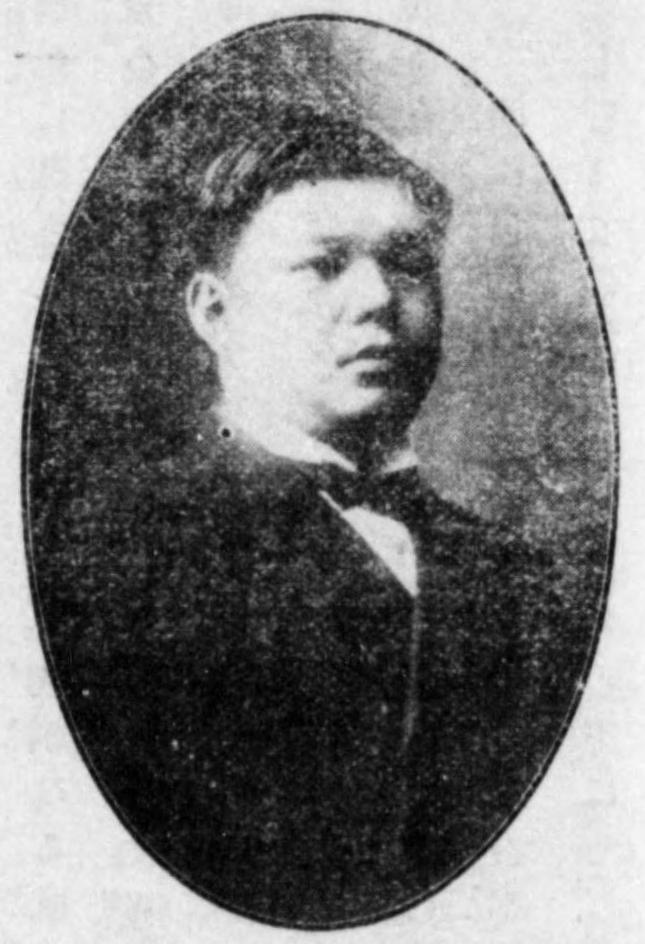
和歌山水力電気設立に参加した才賀藤吉

和歌山電灯の事業を引き継ぐことになる和歌山水力電気は、鉄道敷設計画の流れの中から起業された会社である。
和歌山市周辺の鉄道事業計画は、日清戦争後の起業ブーム期に現れた。和歌山市と南の海草郡黒江町（現・海南市）を結ぶ鉄道建設を目指した「紀州鉄道」（1973年設立の紀州鉄道とは無関係）の計画がそれで、仮免許を得て1900年（明治33年）に会社設立まで進行した。しかしその後の事業進展はなく、社内対立の末に1904年（明治37年）に解散してしまう。一旦失敗に終わった紀州鉄道計画だが、会社解散に反対していた島村安次郎（市内の酒造業者）や津村重兵衛（和歌山米穀取引所理事長）らは、個別に和歌山・黒江間の電気軌道敷設を計画、資本金50万円の「和歌山電気鉄道株式会社」を発起して1904年12月14日付で軌道敷設特許を取得した。この発起人には、各地で電気事業にかかわる大阪の才賀藤吉も名を連ねている。
ただし軌道敷設特許を得たものの日露戦争のため軌道着工の2年延期命令が出されたため、さしあたり電気供給事業を起業する方針に転換された。その結果、1905年（明治38年）5月25日に和歌山水力電気株式会社の設立に至った。同社は本社を和歌山市畑屋敷松ヶ枝町6番地に設置。設立時の資本金は35万円であった。初代社長には元和歌山県職員で鉄道事業の経験もある樺山喜平次が就き、才賀と島村・津村・垂井清右衛門の4名が取締役を務める。設立後、和歌山電灯（当時資本金公称10万5000円・払込8万5000円）の事業を12万7000円にて買収することとなり、1905年6月17日付で事業譲受け認可を得た。次いで11月28日付で和歌山電気鉄道の軌道敷設特許譲受けの許可を得ている。

### 和歌山水力電気の事業展開
和歌山水力電気は水力発電を電源とした電気供給事業ならびに電気軌道事業を事業の両輪とした。水力発電については日高川に水利権を確保して会社設立2か月後の1905年7月、和歌山市内から南へ30キロメートル以上離れた日高郡川上村大字上越方（現・日高川町上越方）にて発電所を着工。木材流送との関係や工事の失敗もあり完成が10か月遅れるが、1907年（明治40年）9月14日、運転開始に漕ぎつけた。これが上越方発電所で、当初の発電所出力は1,000キロワット（500キロワット発電機2台）であった。発電所の完成により、電灯数は前年比で3倍近い1万灯に急拡大している。
発電所建設中の1906年（明治39年）3月、樺山の死去により島村安次郎が社長職を継ぐ。また同年12月、増資で資本金は105万円となった。この増資は発電所建設資金を調達するためで、当時日露戦争後の好況期であったため3倍の増資が可能であった。続いて電気軌道事業のため翌1907年10月に45万円の増資を決議したが、今度は戦後恐慌の発生で払込が困難となり、社債発行への方針転換を余儀なくされた。軌道線は2年後の1909年（明治42年）1月22日、市内の県庁前と郊外の和歌浦の間に開業。年内に北は和歌山市駅まで、南は新和歌浦・紀三井寺まで伸び、1911年（明治44年）から翌年にかけて紀三井寺から先へ黒江まで開業をみた。前後して1909年12月160万円への増資が実施され、次いで1912年（大正元年）12月の増資で資本金は320万円となった。
供給事業では、1911年に電灯数が2万灯を突破し、電動機用電力の供給も始まった。この段階での供給区域（未開業除く）は和歌山市とその周辺の海草郡湊村・野崎村・中之島村・宮村・岡町村・宮前村・雑賀村・和歌浦町・紀三井寺町であったが、翌1912年3月に未開業の粉河電灯から事業を買収して供給区域を拡大した。同社の供給区域は、和歌山市の東、那賀郡粉河町（現・紀の川市）である。その後大正時代に入ると供給成績はさらに拡大、1916年（大正5年）には電灯数は5万灯を、電力供給は3,000馬力を超えた。その間、上越方発電所は1912年2月と1914年10月に1台ずつ発電機が増設され、出力が1,500キロワットに増強されたほか、火力発電所も1912年に更新されている。
1917年（大正6年）6月、倍額増資により資本金は640万円となる。翌1918年（大正7年）には、1915年9月より日高郡船着村大字高津尾（現・日高川町高津尾）にて建設していた日高川の第二（高津尾）発電所が完成し、4月24日より運転を開始した。1,500キロワット発電機3台を備え、発電所出力は3,000キロワットであった。

### 京阪電気鉄道への合併

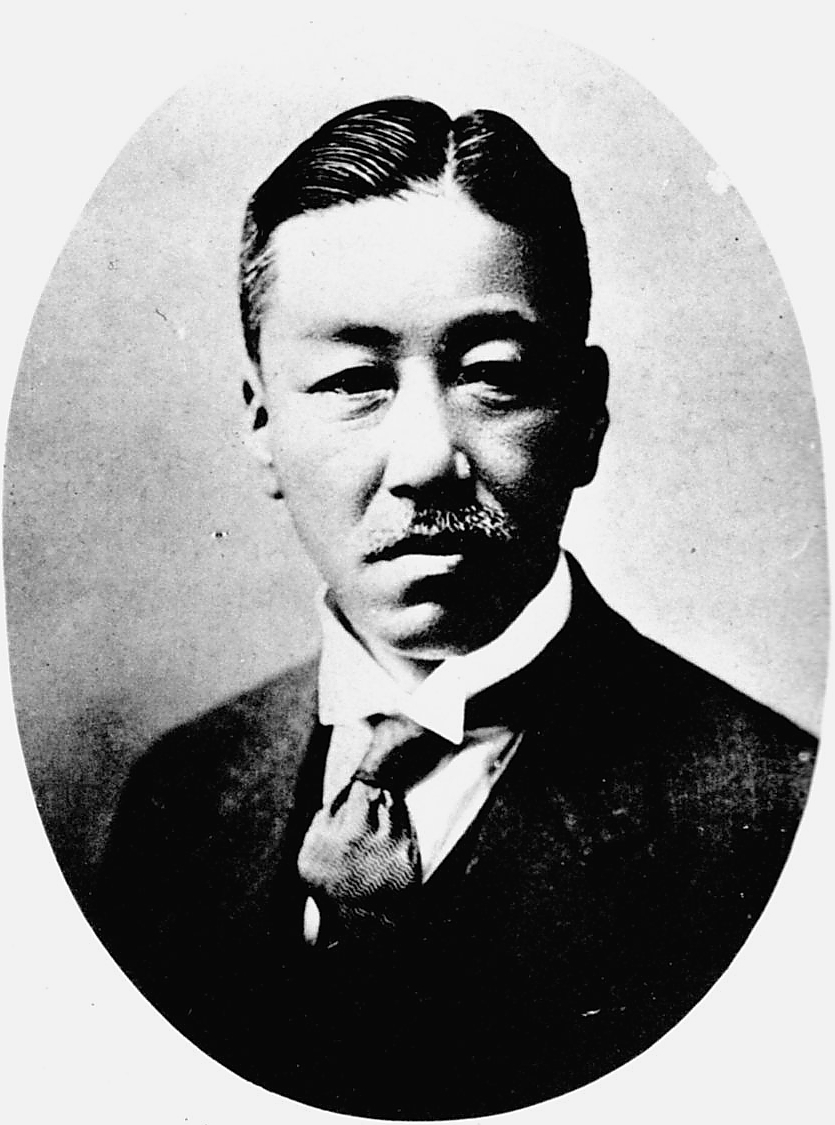
京阪電気鉄道常務太田光熈

大正時代に入ると、和歌山水力電気では破綻した才賀藤吉をはじめとする大阪の株主が退潮し、その分、津村紀陵（津村重兵衛の子）や社長島村安次郎の一族など和歌山県内株主の持株比率が上昇した。県内資本主導の経営が続く中、大戦景気期の1917年6月に倍額増資が議決された株主総会にて、会社は和歌山・湯浅間の鉄道経営、日高川における第三・第四・第五3か所の発電所建設も決定する。その後、前述の通り高津尾発電所が完成をみたものの、大戦景気期における電動機の普及は急速で、需要増加に供給力拡充がまったく追いつかなくなった。1920年代初頭の段階では、隣接事業者南海水力電気からの受電300キロワットを加えても、なお供給を2割ほど上回る需要があったという。1922年（大正11年）5月末時点における供給成績は、電灯10万3202灯（需要家数4万4053戸）・電力供給9504.6馬力（電動機1345台）であった。
1921年（大正10年）、電力不足に陥る和歌山地方に参入を図るべく、関西地方での地盤獲得を目指す大手電力会社大同電力（社長福澤桃介）が和歌山市内と海草郡を電力供給区域とする件を出願した。この動きに対し、和歌山水力電気では同年7月9日、県知事に電力不足対策に関する上申書を提出する。その内容は、資本金を1300万円に引き上げ、それを元手に4か所の発電所を建設し供給力倍増を図る、というものであった。同年10月資本金640万円を全額払い込みとし、次いで11月25日、臨時株主総会にて増資を決議している。しかしながら、安定した経営を続け内容の充実した和歌山水力電気であるとはいえ、戦後恐慌の渦中にあっては資金調達が困難であった。そこで経営陣らは、打開策として有力な電力会社との合併を試みることとなった。
関西の私鉄京阪電気鉄道で当時常務（のち社長）を務めた太田光熈によると、社長の島村らが合併話をまず持ち掛けた先は福澤桃介であった。福澤は当時大同電力以外にも愛知県の名古屋電灯を経営していたが、その名古屋電灯が奈良県の関西水力電気との合併を進めていた（1921年10月合併で関西電気成立、翌年東邦電力となる）ため自然と和歌山水力電気の合併話を持ちかける流れになったという。しかし名古屋電灯または関西水力電気との合併は条件面で折り合いがつかなかった。その後、太田の元に大阪電灯との合併を仲介してほしいとの依頼が入る。そこで太田は和歌山水力電気の内容を調査した上で、合併後の増配が可能とみて京阪電気鉄道の方で合併に応じる方針を決めた。合併仮契約は同年12月11日付で締結。翌1922年1月29日、京阪電気鉄道の株主総会にて合併が決議され、同日和歌山水力電気においても総会で合併ならびに増資決議の取り消しが決議された。
合併は1922年7月1日付で成立、同日をもって和歌山水力電気は解散した。合併に伴う京阪電気鉄道の資本金増加は1152万円であり、和歌山水力電気の株主に対して持株5株につき9株の割合で京阪電気鉄道の合併新株が交付されている。合併にあわせ、京阪電気鉄道は和歌山県内の事業を所管する和歌山営業所（8月より和歌山支店）を市内岡山丁に開設した。同社では4年後の1926年（大正15年）に御坊・田辺方面に供給する日高川水力電気も合併して和歌山県内事業を拡大するが、1930年（昭和5年）に三重県の電力会社合同電気に和歌山支店を売却したため和歌山進出は短期間で頓挫した。

## 供給区域
1921年6月末時点における和歌山水力電気の電灯・電力供給区域は以下の通りである。
| 市部 （1市）      | 和歌山市 |
| 海草郡 （20町村） | 湊村・野崎村・中之島村・宮村・岡町村・宮前村・雑賀村・雑賀崎村・和歌浦町・紀三井寺村・安原村・三田村・岡崎村・鳴神村・四箇郷村・西和佐村・和佐村・有功村・直川村・加太町（現・和歌山市）                                                                   |
| 那賀郡 （21町村） | 岩出町・上岩出村・根来村・山崎村（現・岩出市）、小倉村（現・和歌山市・岩出市）、 西貴志村・中貴志村・東貴志村・丸栖村・調月村・安楽川村・田中村・池田村・長田村・粉河町・竜門村・麻生津村・王子村・狩宿村・名手町（現・紀の川市）、 北野上村（現・海南市） |
| 日高郡 （3村）    | 船着村・川中村・川上村（現・日高川町） |

## 発電所一覧
和歌山水力電気が運転した発電所は以下の通り。
| 発電所名            | 種類 | 出力 (kW)    | 所在地                                          | 所在地                                 | 運転開始   | 備考                            |
| ------------------- | ---- | ------------ | ----------------------------------------------- | -------------------------------------- | ---------- | ------------------------------- |
| 第一水力 （上越方） | 水力 | 1,000 →1,500 | 日高郡川上村（現・日高川町） （河川名：日高川） | 北緯33度58分2秒 東経135度21分35秒      | 1907年9月  | 現・関西電力越方発電所          |
| 第二水力 （高津尾） | 水力 | 3,000        | 日高郡船着村（現・日高川町） （河川名：日高川） | 北緯33度57分29.2秒 東経135度17分51.1秒 | 1918年4月  |                                 |
| 和歌山 （松ヶ枝町） | 火力 | 120          | 和歌山市畑屋敷松ヶ枝町                          |                                        | 1897年6月  | 和歌山電灯により建設 1912年廃止 |
| 和歌山 （手平）     | 火力 | 2,000        | 海草郡宮前村（現・和歌山市）                    |                                        | 1912年10月 |                                 |

このほか、和歌山水力電気は1919年11月に日高郡船着村大字船津にて日高川の水利権を取得していた。同地には京阪電気鉄道時代の1923年に出力750キロワットの船津発電所（北緯33度57分10.5秒 東経135度16分58秒 / 北緯33.952917度 東経135.28278度）が完成している。また海草郡紀三井寺村大字毛見にて1920年12月に着工した出力5000キロワットの琴浦火力発電所も京阪電気鉄道合併を挟んで1922年12月に完成をみた。

## 軌道事業
和歌山水力電気の軌道線は、和歌山市とその郊外を結ぶ路線であった。当時の自治体名では、市内のほか海草郡和歌浦町・紀三井寺村（現・和歌山市）および黒江町・日方町（現・海南市）にまたがる。この路線は和歌山水力電気から京阪電気鉄道・合同電気・東邦電力・和歌山電気軌道と運営事業者が変転したのち、1961年（昭和36年）より南海電気鉄道（南海）に引き継がれ同社の和歌山軌道線となるが、1971年（昭和46年）に廃止されており現存しない。

### 特許取得と開業
前述の通り、和歌山水力電気の軌道敷設特許は「和歌山電気鉄道株式会社」の名義で取得していたものを会社設立後に譲り受けたという経緯がある。
軌道条例に基づく最初の特許は1904年（明治37年）12月14日付で許可されたもので、和歌山市東蔵前町の南海鉄道（現・南海電気鉄道）和歌山市駅から黒江町大字船尾までの区間であった。この区間はまず県庁前停留場から和歌浦停留場（後の和歌浦口）までの区間が1909年（明治42年）1月22日に開通。次いで2月11日、和歌山市駅前の市駅停留場から県庁前停留場までの区間が開通し、11月23日には和歌浦口から先へ紀三井寺停留場まで到達した。2年後の1911年（明治44年）11月3日に琴ノ浦停留場まで延伸され、翌1912年（明治45年）4月18日には黒江停留場まで開通、市駅から黒江までの7.50マイル（12.07キロメートル）が全線開通をみた。
黒江までの延伸中の1912年2月2日、和歌浦口から同じ和歌浦町内の字出島までの軌道敷設特許を取得。翌1913年（大正2年）10月2日、和歌浦口停留場から新和歌浦停留場に至る支線の開通をみた。さらに1916年（大正5年）10月7日付で黒江町大字船尾から隣町の日方町までの軌道敷設特許を追加取得し、1918年（大正7年）6月21日、黒江停留場から日方口停留場まで1停留場分を延伸した。

### 施設
日方口延伸後の1919年末時点で、軌道線は全長8.5マイル（13.68キロメートル）、全線複線の路線であった。軌間は3フィート6インチ軌間（1,067ミリメートル軌間）を採用。電化路線であり、電車線には電動発電機を持つ専用の変電所から直流600ボルトの電気が送電された。
軌道線に設置された停留場は以下の通り。
市駅 - 杉ノ馬場 - 本町四丁目 - 本町三丁目 - 本町二丁目 - 京橋 - 公園前 - 県庁前 - 扇ノ芝 - 病院前 - 兵営前 - 堀止 - 車庫前 - 高松 - 秋葉山 - 和歌浦口（支線を分岐） - 和歌浦 - 紀三井寺 - 布引 - 浜ノ浦 - 琴ノ浦 - 黒江 - 日方口
支線 ： 和歌浦口 - 権現前 - 新和歌浦

### 使用車両
軌道線で使用された車両は、いずれも定員35人の木造四輪単車である。
新造車は1909年1月に10両、同年秋に3両、1910年に3両、1912年に5両の順でいずれも大阪府の梅鉢鉄工所にて製造された。この21両の車両番号は当初1 - 21号であったが、後に32 - 92号（欠番多数）に改められた。一の位は連番だが十の位は3両ごとに進む（32・33・34、45・46・47と進み最後は90・91・92）という付番方法で、車両を多くあるようにみせる工夫であったという。1916年には同じく梅鉢鉄工所製の31号が追加された。
新造車のほかに、1920年（大正9年）には京都市電から譲り受けた3両（車両番号18 - 21号）が追加され、車両数は25両となった。